# Applegate (Michigan)
Applegate é uma vila localizada no Estado americano de Michigan, no Condado de Sanilac.

## Demografia
Segundo o censo americano de 2000, a sua população era de 287 habitantes. 
Em 2006, foi estimada uma população de 279, um decréscimo de 8 (-2.8%).

## Geografia
De acordo com o United States Census Bureau tem uma área de 2,6 km², dos quais 2,6 km² cobertos por terra e 0,0 km² cobertos por água. Applegate localiza-se a aproximadamente 228 m acima do nível do mar.

## Localidades na vizinhança
O diagrama seguinte representa as localidades num raio de 20 km ao redor de Applegate. 